# Leptoceletes basalis
Leptoceletes basalis is een keversoort uit de familie netschildkevers (Lycidae). De wetenschappelijke naam van de soort werd in 1847 gepubliceerd door John Lawrence LeConte.